# جوزيف هوراس إيتون
جوزيف هوراس إيتون (بالإنجليزية: Joseph Horace Eaton)‏ هو ضابط ورسام أمريكي، ولد في 12 أكتوبر 1815 في سالم في الولايات المتحدة، وتوفي في 20 يناير 1896 في بورتلاند في الولايات المتحدة.